# Myomimus personatus
Espèce
Statut de conservation UICN

 DD  : Données insuffisantes
Myomimus personatus, appelé Loir d'Ognev, Myomime à queue fine ou Loir souris, est une espèce de rongeurs de la famille des Gliridae. Ce loir est reconnaissable à son « masque ». On trouve cette espèce en Iran et au Turkménistan.